# Família 11mm de calibres
Este artigo lista os cartuchos de armas de fogo que tem calibres de diâmetro entre 11 milímetros (0.43  polegadas) até 11,99 mm (0.472 polegadas). Calibres nessa faixa foram de uso célebre entre os séculos XVIII e XX, como o .45-70.
Todas as medidas são dadas em milímetros, seguido pelo equivalente em polegadas, entre parênteses.

## Cartuchos de pistola
| Nome                   | Diâmetro do projétil | Diâmetro da base | Tamanho do Estojo | Tamanho total |
| ---------------------- | -------------------- | ---------------- | ----------------- | ------------- |
| .45 Remington–Thompson | 11.35 (.447)         | 11.99 (.472)     | 28.45 (1.120)     | —             |
| .460 Rowland           | 11.48 (.452)         | 12.09 (.476)     | 24.3 (.955)       | 32.4 (1.275)  |
| .45 Super              | 11.48 (.452)         | 12.09 (.476)     | 22.81 (.898)      | 32.4 (1.275)  |
| .45 Winchester Magnum  | 11.48 (.452)         | 12.09 (.476)     | 30.43 (1.198)     | 40.00 (1.575) |
| .45 GAP                | 11.48 (.452)         | 12.09 (.476)     | 19.18 (.755)      | 27.18 (1.070) |
| .45 ACP                | 11.48 (.452)         | 12.09 (.476)     | 22.81 (.898)      | 32.4 (1.275)  |
| .455 Webley Auto       | 11.56 (.455)         | 12.04 (.474)     | 23.62 (.93)       | 31.24 (1.23)  |

## Cartuchos de revólver
| Nome                                | Diâmetro do projétil | Diâmetro da base | Tamanho do Estojo | Tamanho total |
| ----------------------------------- | -------------------- | ---------------- | ----------------- | ------------- |
| 11mm French Ordnance                | 10.8 (.452)          | 12.47 (.491)     | 18.03 (.71)       | 29.97 (1.18)  |
| 11mm German Service                 | 10.82 (.426)         | 12.93 (.509)     | 24.38 (.96)       | 30.73 (1.21)  |
| .44 (S&W) Special                   | 10.89 (.429)         | 13.06 (.514)     | 29.46 (1.16)      | 41.15 (1.62)  |
| .44 Remington Magnum                | 10.89 (.429)         | 13.06 (.514)     | 32.78 (1.29)      | 40.89 (1.61)  |
| .44 S&W Russian                     | 10.89 (.429)         | 13.08 (.515)     | 24.64 (.97)       | 36.32 (1.43)  |
| .44 S&W American                    | 11.02 (.434)         | 12.85 (.506)     | 23.11 (.91)       | 36.58 (1.44)  |
| .44 Webley (.442 R.I.C.)            | 11.07 (.436)         | 12.78 (.503)     | 17.53 (.69)       | 27.94 (1.10)  |
| .44 Bulldog                         | 11.18 (.440)         | 12.78 (.503)     | 14.48 (.57)       | 24.13 (.95)   |
| .44 Colt                            | 11.25 (.443)         | 12.27 (.483)     | 27.94 (1.10)      | 38.1 (1.50)   |
| 11.75mm Montenegrin                 | 11.30 (.445)         | 14.10 (.555)     | 35.56 (1.40)      | 43.94 (1.73)  |
| .45 Webley                          | 11.48 (.452)         | 12.80 (.504)     | 20.83 (.82)       | 29.21 (1.15)  |
| .45 Auto Rim                        | 11.48 (.452)         | 13.11 (.516)     | 22.81 (.898)      | 32.39 (1.275) |
| .460 S&W Magnum                     | 11.48 (.452)         | 13.21 (.520)     | 45.72 (1.80)      | 58.17 (2.290) |
| .454 Casull                         | 11.48 (.452)         | 13.00 (.512)     | 34.92 (1.375)     | 45.62 (1.796) |
| .455 Webley Mk2                     | 11.53 (.454)         | 13.59 (.535)     | 19.56 (.77)       | 31.24 (1.23)  |
| .45 Schofield (.45 Smith & Wesson)  | 11.53 (.454)         | 13.26 (.522)     | 28.14 (1.108)     | 36.32 (1.43)  |
| .45 Colt (.45 Long Colt)            | 11.53 (.454)         | 13.00 (.512)     | 32.78 (1.29)      | 40.64 (1.60)  |
| .454 Magnum                         | 11.53 (.454)         | 13.51 (.532)     | 50.80 (2.00)      | 66.04 (2.60)  |
| .455 Enfield (.455 Colt)            | 11.56 (.455)         | 13.46 (.53)      | 22.10 (.87)       | 34.29 (1.35)  |
| .450 Revolver (.455)                | 11.56 (.455)         | 12.95 (.51)      | 17.53 (.69)       | 27.94 (1.1)   |
| .476 Enfield (.476 Eley, .476/.455) | 11.56 (.455)         | 13.46 (.530)     | 22.01 (.870)      | 33.78 (1.33)  |

## Cartuchos de fuzil
| Nome                                      | Diâmetro do projétil | Diâmetro da base | Tamanho do Estojo | Tamanho total |
| ----------------------------------------- | -------------------- | ---------------- | ----------------- | ------------- |
| 45 Raptor                                 | 11.5 (.452)          | 12.0 (.473)      | 46 (1.8)          | 58 (2.3)      |
| .44-40 Winchester                         | 10.85 (.427)         | 13.33 (.525)     | 33.27 (1.31)      | 39.37 (1.55)  |
| .444 Marlin                               | 10.9 (.429)          | 13.06 (.514)     | 54.91 (2.162)     | 65.28 (2.57)  |
| 10.75mm Russian Berdan                    | 10.92 (.430)         | 16.18 (.637)     | 56.9 (2.24)       | 74.93 (2.95)  |
| 11mm Murata                               | 10.97 (.432)         | 16.05 (.632)     | 59.94 (2.36)      | 79.5 (3.13)   |
| .425 Westley Richards Magnum              | 11.05 (.435)         | 11.86 (.467)     | 67.06 (2.64)      | 83.82 (3.30)  |
| 11.15mm Spanish Remington                 | 11.05 (.439)         | 16.13 (.635)     | 57.15 (2.25)      | 71.63 (2.82)  |
| 11mm Belgian Albini                       | 11.05 (.435)         | 17.22 (.678)     | 50.8 (2.00)       | 66.04 (2.60)  |
| 11mm Belgian Comblain                     | 11.07 (.436)         | 17.09 (.673)     | 53.34 (2.10)      | 70.1 (2.76)   |
| 11.2×72mm Schüler                         | 11.18 (.440)         | 11.91 (.469)     | 71.12 (2.80)      | 97.79 (3.85)  |
| 11.2×60mm Schüler (Mauser)                | 11.18 (.440)         | 11.81 (.465)     | 59.69 (2.35)      | 72.64 (2.86)  |
| 10.8×47mmR Martini Target                 | 11.20 (.441)         | 15.01 (.591)     | 44.45 (1.75)      | 56.64 (2.23)  |
| 11.15x42mmR M/67 and 11x58mmR M/77 Werndl | 11.2 (.441)          | 15.67 (.617)     | 57.66 (2.27)      | 76.71 (3.02)  |
| 11mm French Gras                          | 11.3 (.445)          | 16.94 (.667)     | 59.44 (2.34)      | 76.2 (3.00)   |
| .44 Henry                                 | 11.33 (.446)         | 13.20 (.518)     | 22.9 (.903)       | 34.2 (1.345)  |
| 11.15mm Mauser                            | 11.33 (.446)         | 14.88 (.586)     | 60.2 (2.37)       | 76.2 (3.00)   |
| 11.43mm Turkish                           | 11.35 (.447)         | 16.97 (.668)     | 58.42 (2.30)      | 79.56 (3.12)  |
| 11.43mm Egyptian                          | 11.38 (.448)         | 16.97 (.668)     | 49.28 (1.94)      | 69.34 (2.73)  |
| 11.4mm Werndl M/73                        | 11.4 (.449)          | 14.5 (.571)      | 50.04 (1.97)      | 64.77 (2.55)  |
| .500/450 Black Powder No.2 Musket         | 11.46 (.451)         | 16.84 (.663)     | 59.94 (2.36)      | 75.95 (2.99)  |
| 11.4mm Brazilian Comblain                 | 11.48 (.452)         | 17.32 (.682)     | 51.31 (2.02)      | 66.55 (2.62)  |
| .450 Bushmaster                           | 11.5 (.452)          |                  | 43.2 (1.7)        |               |
| 11.5mm Spanish Reformado                  | 11.53 (.454)         | 16.03 (.631)     | 57.4 (2.26)       | 77.72 (3.06)  |
| 11.7mm Danish Remington                   | 11.53 (.455)         | 14.71 (.579)     | 51.05 (2.01)      | 62.23 (2.45)  |
| .500/450 Magnum Nitro Express             | 11.56 (.455)         | 16.36 (.644)     | 82.55 (3.25)      | 99.18 (3.91)  |
| .450 No 2 Nitro Express (3½")             | 11.56 (.455)         | 16.51 (.650)     | 88.9 (3.50)       | 108.71 (4.28) |
| .577/450 Martini–Henry                    | 11.56 (.455)         | 18.95 (.746)     | 59.44 (2.34)      | 79.56 (3.12)  |
| .45-70 Government                         | 11.63 (.457)         | 15.24 (.600)     | 53.34 (2.1)       | 68.58 (2.7)   |
| .45-75 Winchester                         | 11.62 (.457)         |                  | 48 (1.89)         | 57 (2.25)     |
| .450 Marlin                               | 11.63 (.458)         | 13.51 (.532)     | 53.34 (2.100)     | 64.77 (2.550) |
| 11mm Beaumont M/71/78                     | 11.63 (.457)         | 16.89 (.665)     | 51.82 (2.04)      | 64.52 (2.54)  |
| .450 Nitro Express (3¼")                  | 11.63 (.458)         | 15.9 (.626)      | 82.55 (3.25)      | 97.79 (3.85)  |
| .458 Winchester Magnum                    | 11.63 (.458)         | 13.51 (.532)     | 63.5 (2.5)        | 82.55 (3.350) |
| .458 SOCOM                                | 11.63 (0.458)        | 12.01 (0.473)    | 40.00 (1.575)     | 57.40 (2.260) |
| .460 Weatherby Magnum                     | 11.63 (.458)         | 13.54 (.533)     | 74 (2.91)         | 95.25 (3.75)  |
| .500/450 No.1 Express                     | 11.63 (.458)         | 16.76 (.660)     | 69.85 (2.75)      | 82.55 (3.25)  |
| .450 Rigby Rimless                        | 11.63 (.458)         | 14.99 (.590)     | 73.50 (2.89)      | 95.00 (3.74)  |
| .45-60 Winchester                         | 11.63 (.458)         | 15.7 (.617)      | 47.37 (1.865)     | 57.15 (2.250) |
| 11.3mm Beaumont M/71                      | 11.63 (.464)         | 16.92 (.666)     | 50.04 (1.97)      | 63.25 (2.49)  |
| .500/465 Nitro Express                    | 11.84 (.466)         | 16.51 (.650)     | 82.3 (3.24)       | 98.04 (3.89)  |